# Ortnamn i Sverige
Artikeln handlar om ortnamn i Sverige. Ortnamn eller toponymer är namn på platser i landskapet.
Oftast förknippar man ett ortnamn med olika typer av boplatser eller samhällen, men ortnamn är också namn på andra typer av platser. Som exempel kan nämnas sjöar, berg och vattendrag. Ortnamnen är ofta beskrivande och kan innehålla till exempel naturbeskrivningar, beskrivningar av faunan eller beskrivning av personer som ägt eller brukat platsen. Många ortnamn är mycket gamla. Dessa gamla ortnamn ger ofta en uppfattning om ortens ålder och karaktär. Man kan även vinna kunskap om äldre bebyggelse, om språkutveckling och om folklivet i gången tid.
De svenska ortnamnen är lagskyddade, men ibland kommer olika intressen i konflikt med varandra. Då och då förekommer rättslig prövning av bland annat stavningen av ortnamn.

## Definition av begreppet ortnamn
Ortnamn eller toponymer är namn på geografiska företeelser och ortnamnen kan delas upp i bebyggelsenamn och naturnamn.
En språkvetenskaplig definition är att "ett ortnamn är ett språkligt uttryck som i en viss namnbrukarkrets är knutet till en bestämd plats".

## Ortnamnskategorier
Alla ortnamn delas upp i två huvudkategorier: naturnamn och kulturnamn. Kulturnamnen kan indelas tre kategorier: ägonamn, bebyggelsenamn och namn på artefakter.
Naturnamn är vattendrag, sjöar, skogar och så vidare. Ägonamn är namn på mark som används för jordbruk och boskapsskötsel, till exempel åkrar, ängar och hagar. Bebyggelsenamn är namn på tätorter, byar, gårdar, bygder med mera. Artefaktnamn är namn på broar, hamnar, gruvor, gravhögar med mera. Många bebyggelsenamn har ursprungligen varit naturnamn eller ägonamn, till exempel Borås, Västervik, Bergsäng.

### Ortnamnstyper
Lantmäteriet kategoriserar ortnamn i följande namntyper, bland annat i tjänsten Kartsök:
Bebyggelseexempelvis by, gård, torp, slott eller kyrka (dock ej sockenkyrka).
Tätortavgränsat tätbebyggt område som identifierats av Statistiska centralbyrån vid beräkningar vart femteår och namnsatts av Lantmäteriet.
KyrkaSockenkyrka i Svenska kyrkan
TraktNamn som finns i fastighetsregistret, och utgör huvuddelen av fastighetsbeteckningen. Ofta kan det vara en grupp av byar och bruksorter som har utgjort en tidigare socken, landskommun eller köping på landsbygden, eller kvartersnamn i tätort.
Natur- och terrängnamnnaturföreteelse som mosse, myr, holme, ö, udde, klint, sjö, vik, vattendrag, del av vatten, berg, sankmark eller glaciär.
AnläggningByggnad, samling byggnader, eller anlagt område avsett för produktion, tjänsteutövning eller rekreation.
FornminneObjekt i Riksantikvarieämbetets (RAÄ) fornminnesregister.
Naturskyddat områdenaturreservat, nationalpark, sälskyddsområde med mera.

## Ortnamnsvård
Ortnamnsvård är en del av språkvården. Av störst betydelse och mest utvecklad är ortnamnsvården, där Institutet för språk och folkminnen (SOFI) har många uppgifter. I huvudsak håller ortnamnsvården till i Uppsala.
Lantmäteriet har också – som nationell ortnamnsmyndighet – ett stort ansvar inom namnvården. Detta inrymmer beslut om de flesta av de ortnamn som finns på de av verket utgivna allmänna kartorna, bland annat alla namn i fastighetsregistret. Över huvud taget är ortnamnsvården i Sverige i hög grad knuten till dessa myndigheter och deras föregångare, som i början av 1900-talet inledde ett alltjämt pågående samarbete. Ursprungligen handlade det om att ge ut generalstabskartan med enhetliga principer för namnredovisningen. Vid den tiden saknades regler för hur ortnamnen skulle stavas.
Först år 1927 kom föreskrifter som blev till en bestående norm. Ortnamnens stavning i officiella handlingar skulle följa grunderna i Svenska Akademiens ordlista (SAOL). Detta innebar att gammalstavning kunde ersättas med ny stavning. Qvarntorp blev Kvarntorp, Wedevåg blev Vedevåg, Öfverby blev Överby etc. Andra stavningsändringar var inte lika självklara, då de principer som kunde härledas ur SAOL ibland stred mot varandra. Fyra huvudprinciper har gällt. De var:
- avseende ljudlikhet (stavning i nära anslutning till uttal),
- samhörighet (om orden i ett namn finns i SAOL stavas de så),
- etymologi (namntolkningen får avgöra stavningen av ett idag ogenomskinligt namn) samt
- hävd (en etablerad stavning ändras inte, även om den språkligt sett är felaktig).

Ortnamnsvården har en funktionell och en kulturhistorisk sida; för att vara funktionellt skall ett ortnamn vara språkligt korrekt, lätt att skriva, uttala och uppfatta samt inom en namnbrukargemenskap entydigt beteckna en geografisk lokalitet. Den kulturhistoriska aspekten har fått allt större genomslag, med begreppet hävd i centrum. Vid vården av existerande ortnamn bidrar hävden till att bevara det traditionella namnbruket och ortnamnsförrådet inom ett område. Av lagens förarbeten framgår dock klart att syftet med hävdbestämmelsen inte är att stödja ålderdomlig stavning av gamla ortnamn. Namnformer som avviker från normalt språkbruk i modern svenska måste vara hävdvunna i ett nationellt perspektiv för att ges företräde. Ett sådant namn är Ludvika, som enligt riksspråksnormen borde heta Ludviken, eftersom efterledet är -viken. Andra namn kan avvika när det gäller stavningen, som Arboga och Oppboga, som båda ligger vid var sin båge (krök) av Arbogaån.
Fiktiva platser som fick sitt namn före stavningsnormeringen behåller i regel den gamla stavningen, såsom Wadköping, som inte moderniseras till "Vadköping".

## Lagskydd av ortnamn
Ortnamnen i Sverige är lagskyddade genom kulturmiljölagens 1 kap. 4 §. Det innebär bland annat att:
- hävdvunna ortnamn inte får ändras utan starka skäl,
- ortnamn stavas enligt vedertagna regler för språkriktighet (vanligen enligt senaste utgåvan av SAOL), om inte hävdvunna stavningsformer eller myndighetsbeslut talar för annat. Exempel på sådana undantag från språkriktighet är till exempel stavningen Arboga Arbughæ 1286 (vars efterled kommer av det fornsvenska bughi, boghi 'båge')[10] och Eggegrund Äggegrund 1747, vars förled är ordet 'ägg'[11]. Dubbelskrivning av en vokal finns i det skånska ortnamnet Råå, (aff) Raa 1521[12]. Namnet uttalas Rå[13]. I Skåne kan också orten Höör nämnas. Höör fick tillstånd till sin dubbelskrivning genom beslut av Kungl. Maj:t år 1917[14][15]. Orten Boo på Värmdö fick sitt namn fastställt av Kungl. Maj:t år 1943.[16]
- påverkan på hävdvunna namn måste beaktas vid införande av nya ortnamn,
- samiska och finska namn ska så långt möjligt användas samtidigt med svenska på kartor samt vid skyltning i flerspråkiga områden,
- namnformer som godkänts för offentlig kartproduktion är officiella och skall användas även i andra sammanhang.

Beslutande myndigheter när det gäller nya ortnamn är kommunerna inom detaljplaneområden, utanför dessa är det Lantmäteriet (med vissa undantag). Beslut om ändring av hävdvunna ortnamn fattas i de flesta fall av Lantmäteriet med stöd av rekommendationer från Ortnamnsrådet. När det gäller ändring av namn på län eller namn på kommuner fattas besluten av regeringen (innan 1975 benämnt som Kungl. Maj:t). Ändring av namn på Svenska kyrkans församlingar fastställs numera (sedan år 2000) av respektive stiftsstyrelse inom Svenska kyrkan. Personalen på Lantmäteriet och Institutet för språk och folkminnen svarar på remisser.

## Intressekonflikter om ortnamn

### Stavning av tre skånska ortnamn genom regeringsbeslut

#### Ortnamnet Höör
Höörs namn var ursprungligen Hørg (1145), Hørgh sochn (1347). Detta motsvarar en form av terrängbeteckningen hargh ("sten(hop)", möjligen "offersten"). Stavningen -gh föll med tiden bort och namnet kom att skrivas Hør, senare omväxlande Hör eller Höör. Stavningen med dubbla ö fastställdes år 1917 beroende på problem med posten. Förr var det vanligt att man adresserade brev med Här på den post som skulle delas ut på den egna orten. Detta Här förväxlades ofta med Hör, så den 3 januari 1916 beslutade municipalfullmäktige i Höör att man skulle anhålla hos Kungl. Maj:t om att ortnamnet skulle stavas Höör. Kungl. Maj:t gav beskedet att en sockenstämma måste hållas, för att klargöra sockenbornas åsikter om stavningen. Stämman beslöt enhälligt att man var för att namnet skulle stavas Höör. Kungl. Maj:t meddelades om beslutet och socknen fick beskedet att samhällets och socknens namn, liksom postkontorets, järnvägsstationens och växeltelefonistationens namn, skulle stavas med två ö.

#### Ortnamnet Trelleborg
År 1906 bestämde Kungl. Maj:t att stavningen Trelleborg skulle gälla för denna stad. Men år 1910 bestämde Kungliga Järnvägsstyrelsen att namnet skulle stavas med ä, Trälleborg. Den stavningen mötte ett visst motstånd i Trelleborg och till slut, år 1936, beslöt stadsfullmäktige att stavningen borde ändras tillbaka från Trälleborg till Trelleborg. Den 22 oktober 1937 fastställde ecklesiastikminister Arthur Engberg stavningen Trelleborg.

#### Ortnamnet Helsingborg
År 1971 bestämde Kungl. Maj:t att Helsingborg, som 1912 ändrade sitt namn till Hälsingborg, återigen skulle få använda stavningen med e. Kommunen ville ha tillbaka den stavning som gällde före 1912 därför att det var mer gångbart internationellt sett och stavningen Helsing- skulle också stämma överens med det danska Helsingör och det finländska Helsingfors.

### Namnet på ett fjäll: Sånfjället eller Sonfjället
Ett antal konflikter om svenska ortnamn har uppstått under 1900- och 2000-talet. En numera avslutad tvist är namnet Sån-/Sonfjället. Härjedalens kommun ville att namnet skall stavas Sonfjället, men Lantmäteriet bestämde att stavningen skulle fortsätta att vara Sånfjället. Beslutet överklagades dock av kommunen. Efter en utredning av en ortnamnsexpert beslöt Lantmäteriet 2010 att det officiella namnet numera ska vara Sonfjället.

### Rättslig prövning av namn på byar och småorter
I den västerbottniska byn Kräkånger begärde invånarna att få byta byns namn till det nykonstruerade Lövsele på grund av obehag som de upplevt av att bo i Kräkånger. Detta bifölls av myndighetena år 1951.
I den uppländska småorten Fjuckby ville 15 ortsbor år 2006 att orten skulle få tillbaka sitt äldre namn Fjukeby för att ortsborna skulle slippa besvärliga antydningar med avseende på ortnamnet. Ansökan avstyrktes i ett remissvar från Institutet för språk och folkminnen i februari 2007 med motiveringen att endast en minoritet av ortsborna stödde den föreslagna ändringen och i december 2007 avslogs ansökan av Lantmäteriet.
Det kan även hända att ortsbor inte är nöjda med den stavning som Lantmäteriet vill tillämpa. Detta hände till exempel i småorten Glössbo på 1980-talet. Ortsborna ville ha tillbaka den äldre stavningen Glösbo, men deras begäran avslogs av Lantmäteriet.
I Ljusnarsbergs kommun har en hembygdsförening begärt att Basttjärn skall få heta Bastkärn (därför att det namnet finns på äldre kartor). Under 2000-talet gick Vägverket med på att sätta upp skyltar med namnet Bastkärn. Detta stred mot Lantmäteriets uppfattning att den rätta stavningen är Basttjärn. Påtryckningar mot Vägverket gjorde att de lovade att ändra tillbaka till Basttjärn. Ännu i juli 2014 skyltades dock "Bastkärn".

### Oklarheter om stavning av namn på slott och herrgårdar
Vissa stora gods vill gärna av hävd ha sitt namn opåverkat av stavningsreformen 1906. Bland dessa märks Fogelstad (Fågelsta) i Katrineholms kommun, Hooks herrgård i Vaggeryds kommun som för kartproduktion skrivs Hok av Lantmäteriet, (samma stavning som samhället Hok söder om herrgården). Annars kallas herrgården vanligtvis Hooks herrgård. Fler exempel: Löfstad slott (Lövstad) i Norrköpings kommun och Ängsö slott i Västerås kommun. Ängsö slott kallar sig självt Engsö slott och kallas så även av Västmanlands Kommuner och Landsting. I Lerums kommun vill den statliga stiftelse som äger Näs slott att namnet skall stavas Nääs slott. Bland annat beror det på att de på slottet driver rörelsen Nääs Slott & Slöjdseminarium. Stavningen Nääs slott har slottet haft sedan 1600-talet. Innan dess skrevs namnet som ness (1529). Efter stavningsreformen 1906 ville inte myndigheterna att ortnamnen skulle ha stavning med dubbla vokaler, och det blev bestämt att stavningen skulle vara Näs slott. Bland annat Lerums kommun och Nationalencyklopedin skriver dock fortfarande Nääs slott. Även regeringen använder stavningen Nääs.

### Holaveden eller Hålaveden?
Under senare hälften av 1900-talet ändrade dåvarande Lantmäteriverket sin för kartproduktion använda stavning av Holaveden till Hålaveden. Så sent som 1952 användes den gamla stavningen Holaveden av bland annat Nordisk familjebok. Numera är stavningen Hålaveden den gängse och den används av Lantmäteriet för kartproduktion. Denna stavning används också i Svenskt ortnamnslexikon 2003 och av Länsstyrelsen Östergötland. Ibland används den gamla stavningen Holaveden även i nutida publikationer, bland annat av Ödeshögs kommun.

## Tolkning av ortnamn
Redan långt tillbaka i tiden har folketymologiska omtolkningar gjorts av ortnamn. Intresset för ortnamnen har gjort att gemene man har gjort felaktiga tolkningar. I vissa fall har dessa tolkningar blivit de officiellt fastställda namnen. Ett svenskt exempel är Vedyxa i Uppland som kommer av det under medeltiden upptecknade Vidhusa, en sammansättning av det fornsvenska vidher 'skog' och hus. Innan ortnamnsforskningen blev en vetenskap hade såväl lärda män som enkelt folk helt ovetenskapliga förklaringar till olika ortnamn. Namnet Uppsala förklarades av Heliga Birgittas biktfader Mathias Lincopensis komma av Uppo, som skulle vara stadens grundare. Denne Uppo var far till Sven, Nore och Dan i Sverige, Norge och Danmark. Därmed skulle Uppsala vara den äldsta huvudstaden för de tre nordiska rikena. En mer folklig förklaring finns till namnet Bälinge: När man skulle namnge socknen låg fåren runt kyrkmurarna. Ett får bräkte ett "bä" och så lades -linge till och namnet Bälinge uppstod.
Tolkningen av ortnamn, ortnamnens etymologi, har en central plats inom ortnamnsforskningen. För den etymologiska forskningen hade den jämförande språkforskningen i början av 1800-talet en mycket stor betydelse. Företrädarna för denna språkvetenskapliga inriktning, Jacob Grimm, Rasmus Rask med flera, skapade en vetenskaplig grund som bland annat kunde användas för forskningen om de olika ortnamnens ursprung.

### Tolkningsvillkor
För alla ortnamn måste vissa villkor uppfyllas, för att man skall komma fram till en rimlig tolkning.
Tolkningen måste stämma med de äldre skriftliga belägg som finns. Många ortnamn kan feltolkas om man enbart ser till namnens nutida skriftliga form  (som oftast påverkar även uttalet av namnet). Ett exempel är Norrbyås i Närke, som år 1275 skrevs som Nerboahs. Namnet kan därför inte ha varken med ordet 'norr' eller med ordet 'by' att göra.
Tolkningen måste stämma med hur namnet uttalas i den trakt där namnet finns. Om inga äldre belägg finns, eller om sådana ger en motsägande bild, är lokalbefolkningens uttal av namnet särskilt viktig. Exempel: Utanför Ludvika ligger sjön Gårlången. Sjöns genuina uttal är Gårlången med å som i gård och inte med ljudet ô som i traktens dialekt finns i till exempel 'kol' och 'hål'. Förledet skulle kunna vara går, gorr 'smuts, dy, orenlighet'. I så fall skulle Går- uttalas som Gôr-. Eftersom det istället uttalas Går- bör det komma från ett ursprungligt långt a, som i fornsvenska gardher 'gård'. Alltså är det rimligt att anta att ordet i förledet är gård. Den troliga betydelsen är 'fiskegård', en inrättning för fiskfångst.
Tolkningen måste stämma sakligt. Faktorer som bland annat bör beaktas är topografin, ort- och personnamnsskick och växt- och djurvärld. När det gäller topografin måste en plats ha en terräng som stämmer med ortnamnet. Om till exempel en plats heter Backagården kan namnet innehålla ordet backe. Men om terrängen inte är det minsta kuperad just där, saknas den möjligheten. Förledet kan då istället innehålla ett personnamn Back eller Backe.
Om inte ort- eller personnamnsskick stämmer med ortnamnet måste man vara försiktig med tolkningen. Om till exempel ett ortnamn i Skåne innehåller "Tuna" eller -tuna, som Tuna i Lund, får man anta att det kan vara ett uppkallelsenamn, eftersom Tuna normalt inte förekommer i skånska ortnamn.
Även de dialektord som finns i en trakt bör man ha i åtanke. Ett exempel är Ramsta i Uppland som har som förled det fornsvenska mansnamnet Rampn (isländska Hrafn). Ordets betydelse är korp, som i en del svenska dialekter kallas ramm eller ramn. Förr uttalades ortnamnet Rammsta. Numera är uttalet Ramsta och invånarna i socknen kallas Ramsta ramarna. I Uppland kallas fågeln 'korp' och bland öknamn på sockenbor finns Morkarla korpar och Lohärads korpar. Ett annat exempel är Ramlösa (in Ranfløse 1349) där namnet kommer av det skånska dialektordet ramm 'fuktig äng' och -lösa 'glänta, äng'. I skogrika trakter betecknar annars Ram- oftast 'korp', som i Ramdala (ecclesie Rafndalæ 1345) i Blekinge.
Ett stort antal ortnamn, speciellt ägo- och naturnamn, har ett växt- eller djurbetecknande förled. Ett ortnamn Lin- eller Lindtjärn i Bohuslän kan antingen innehålla lin eller lind. När man ser på fakta om tjärnen ser man att den ligger för avlägset för att man skulle ha rötat lin i den. Däremot har det enligt uppgift växt lind vid tjärnen. Alltså bör det vara ordet lind som finns i namnet.
I Tiveden finns sjön Kråksjön mitt i skogen nära gränsen mellan Närke och Västergötland. I och med att sjön finns i ett skogslandskap och inte i ett jordbrukslandskap är det inte troligt att namnet skulle ha med kråkor att göra. Det finns svenska ortnamn som i sitt förled har ett ord som motsvarar fornvästnordiska krákr 'korp', till exempel Kråkshult i Småland. Kråksjön i Tiveden skulle då kunna betyda Korpsjön.